# Морська проблема Болівії

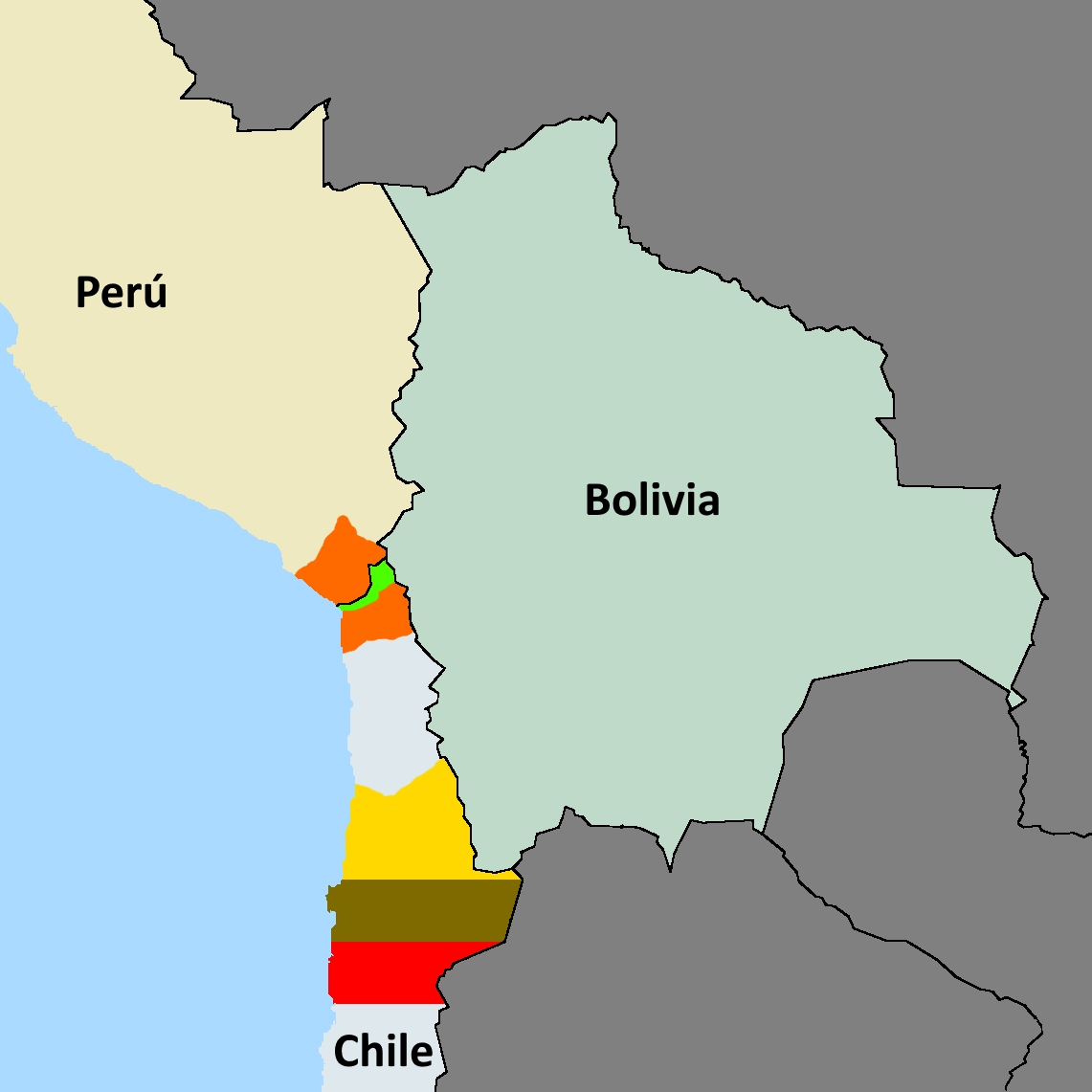
Ситуація в Болівії протягом її територіальної історії, що показує зміни з моменту її нинішнього статусу як держави, що не має виходу до моря.
Території, що перебували під управлінням Болівії
Територія між річкою Лоа та 23° паралеллю (1825-1879) (у суперечці з Чилі до 1866 року) Території, запропоновані Болівії Чилі
Менші департаменти або провінції під чилійським управлінням Такна та Аріка (1880) Території, що спірні між Болівією та Чилі між 1825 та 1866 роками Атакамський коридор включав такі спірні території:
Територія між річкою Лоа та 23° паралеллю
Болівія наразі претендує на суверенний доступ до моря, але не претендує на якусь конкретну територію.

Морська проблема Болівії (середзем'я) стосується того факту, що ця країна «оточена сушею», тобто не має суверенного виходу до територіального моря. Таким чином, вонаконкретно стосується ситуації держави без виходу до моря, що стало претензією Багатонаціональної Держави Болівія до Республіки Чилі на доступ до Тихого океану, що розуміється як питання дипломатичного та прикордонного характеру, яке з історичних та правових причин також стосується Республіки Перу.

## Передісторія

### Чаркас Корт та його межі

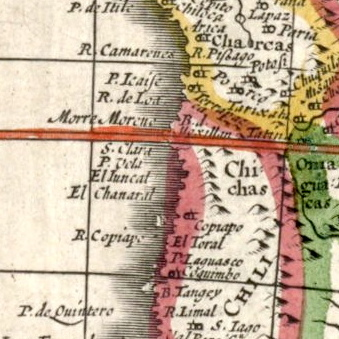
Кордон між Чилі та Перу по річці Лоа, на карті 1662 року.

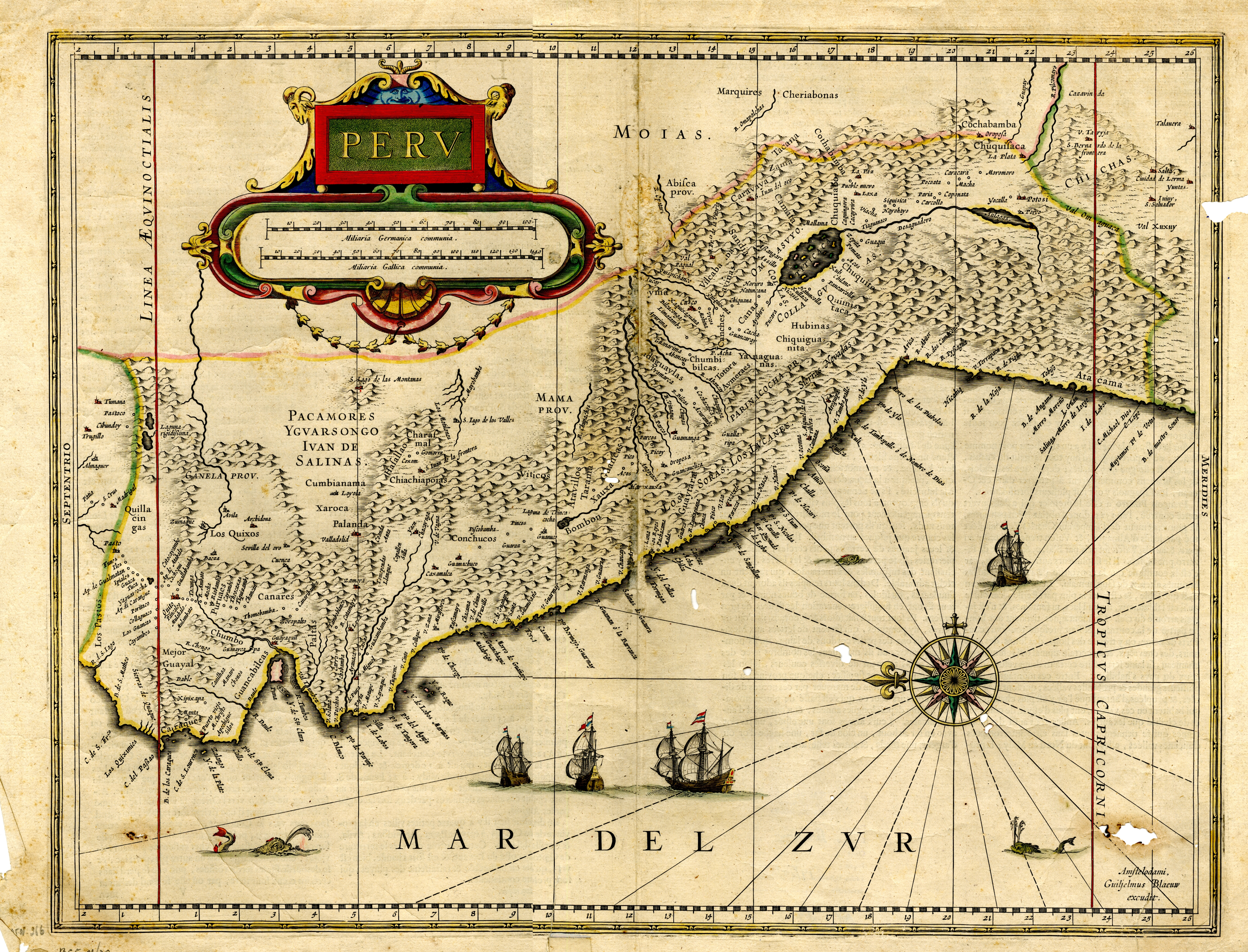
Карта віце-королівства Перу (включаючи Чаркас) 1659 року, що показує південний кордон поблизу 25° південної широти.

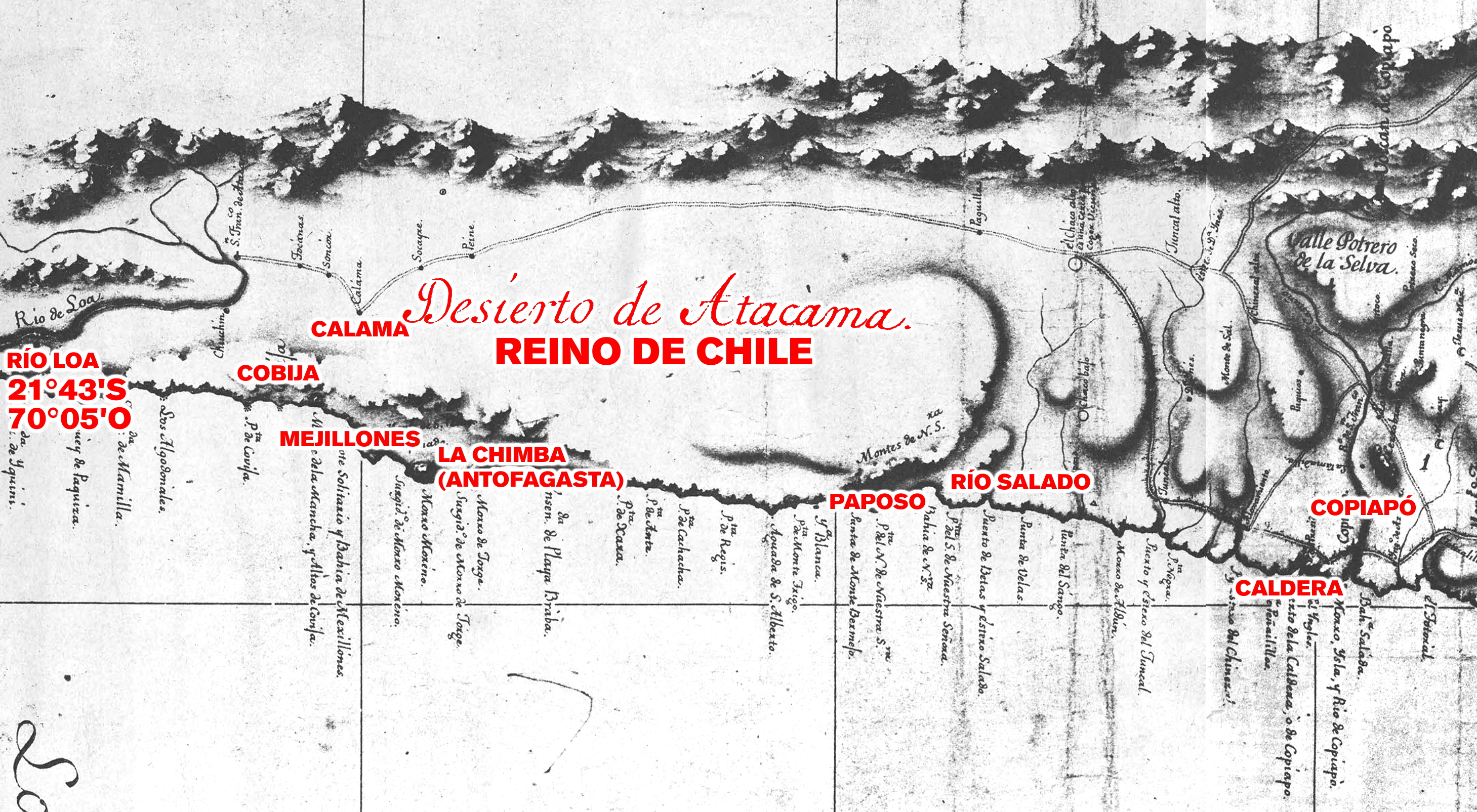
Карта Андреса Балеато 1793 року, що показує кордон між Чилі та Перу на річці Лоа, залишаючи Чаркас без виходу до моря.

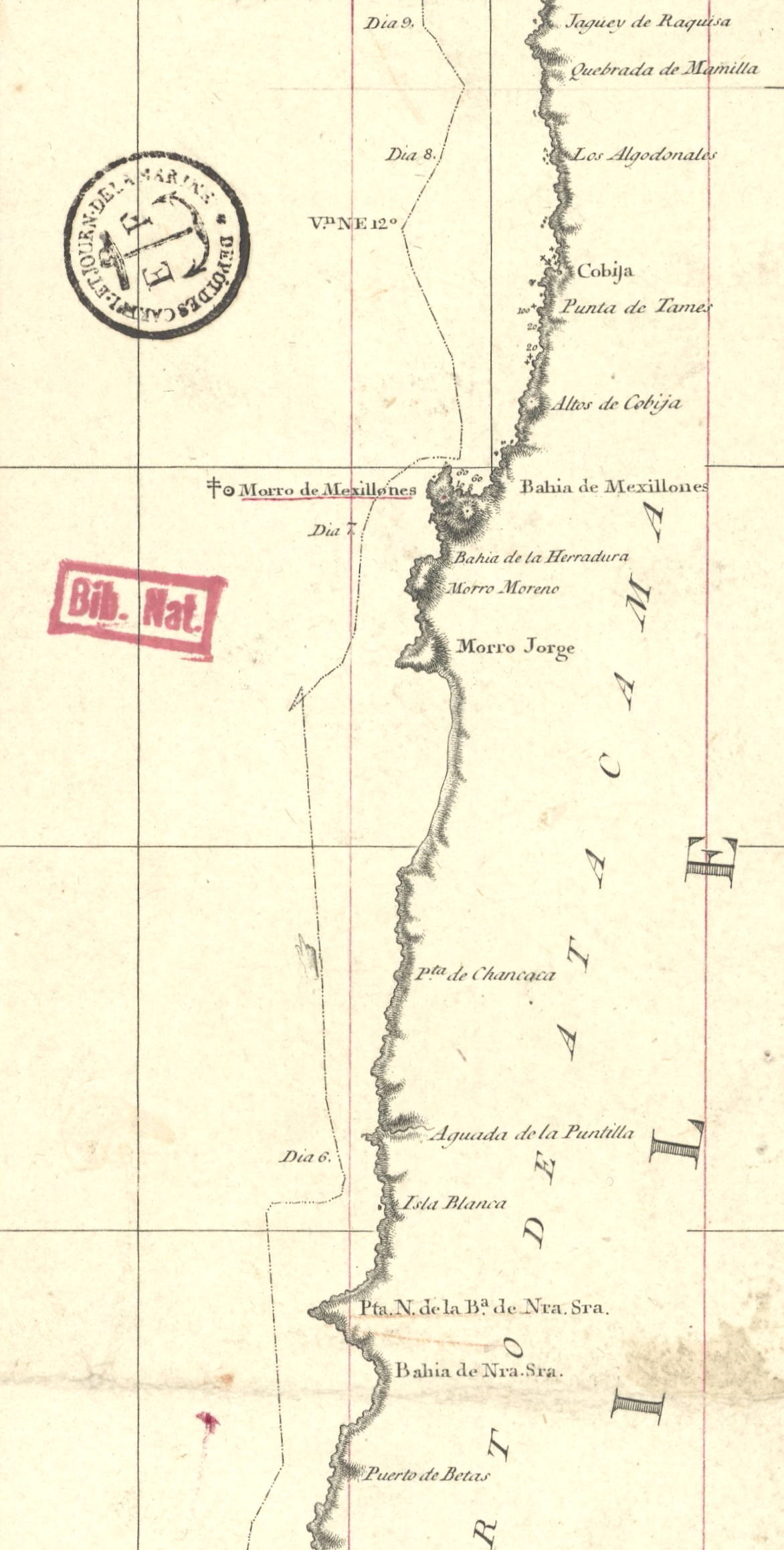
Узбережжя пустелі Атакама на Сферичній карті узбережжя Королівства Чилі 1799 року.

Між урядами Болівії та Чилі — а також, за словами істориків обох країн і меншою мірою також Аргентини та Перу — існують розбіжності щодо юрисдикційної власності на територію пустелі Атакама в роки іспанського правління в регіоні, відомі як «питання Папосо». У колоніальний період Чаркаська провінція по суті сформувала ядро сучасної Багатонаціональної Держави Болівія, а Королівство Чилі, своєю чергою, є її ядром стосовно Республіки Чилі.
Назва цієї суперечки походить від назви індіанського селища Папосо (25°01′ південної широти, 70°28′ західної довготи), одного з трьох прибережних поселень, придатних для використання як порти (двома іншими є Коб'я (22°33′ південної широти, 70°16′ західної довготи) та Мехільйонес (23°06′ південної широти, 70°27′ західної довготи)), які на той час існували в пустелі, що простягається між річками Лоа та Копіапо та річкою Атакама.
Однією з головних причин суперечки є можлива суперечність, що міститься у Збірці законів Індій 1680 року, в якій Закон IX Розділу XV (Про королівські аудієнсії та канцелярії Індій) Книги II стверджує, що юрисдикційна територія Королівської аудієнції Чаркас мала узбережжя на Південному морі, тобто в Тихому океані, тоді як Закон V тієї ж назви та книги робить юрисдикційні території Королівських аудієнцій Ліми та Сантьяго-де-Чилі суміжними, що було б неможливо, якби Аудієнція Чаркас була розташована між ними, досягаючи моря на північ від юрисдикційної території Аудієнції Чилі.
Створення віце-королівства Ріо-де-ла-Плата означало, що територія Чаркас перейшла до цього нового віце-королівства у 1776 році. Згодом, Королівський указ про інтендантів армії та провінції від 28 січня 1782 року розділив Віце-королівство Ріо-де-ла-Плата на вісім інтендантств, створивши серед них Інтендантство Потосі на частині території юрисдикції архієпископства Чаркас, включаючи Атакаму з категорією округу. У 1783 році було знову створено Королівську аудиєнцію Буенос-Айреса, яка замінила юрисдикцію Аудиєнції Чаркас на півдні.

6 вересня 1777 року було видано Королівський указ щодо стягнення податків, пов'язаних з митом та податками з продажу в Чилі, в якому безлюдна Атакама та навколишні міста згадуються як частина чилійської юрисдикції:
Хоча в окрузі Копьяпо, центром якого є селище Сан-Франциско-де-ла-Сельва, знаходяться порти Кобіха та Мехільонес, порт Бетас, порт Хункаль, порт Копьяпо або Ла-Кальдера, Баїя-Салада, порт Тотораль та порт Уаско, оскільки прибуття суден за таким розкладом є випадковим, а також через короткі проходи, які можуть бути в гірському хребті, на шляху до Деспобадо і території цієї юрисдикції, адміністратор цього пункту призначення запропонує особу або осіб, яких він вважатиме необхідними для кращого збору цих доходів і збільшення королівської скарбниці
Генеральний архів Індій в Севільї, Аудієнція Чилі, справа 328.
Іполіто Унануе у 1793 році опублікував про Перу таке:
Затока Тумбес відокремлює його на півночі від Нового Королівства Гранада, а річка Лоа на півдні від пустелі Атакама і Королівства Чилі.— «Політичний, церковний та військовий керівник віце-королівства Перу» 1793 року

Так само карта, складена іспанським флотом у 1792 році, включає Чилі від 22-ї паралелі на південь, іншими словами, від району річки Лоа. На карті 1793 року, складеній Андресом Балеато, директором Морської школи Ліми, за наказом віце-короля Франсіско Ґіля де Табоада-і-Лемуса, північним кордоном Чилі є 21° з половиною, а саме гирло річки Лоа, де чітко зазначається, що ця територія була незаселеною і нещодавно була заселена від 24-ї паралелі.
У пам'яті про Франсіско Ґіла де Табоаду, яку він передав своєму наступнику Амбросіо О'Гіґґінсу в 1795 році, кордон між Перу та Чилі описано як річка Лоа.
Чилійський уряд доручив Мігелю Луїсу Амунатегі вивчити це питання. У 1863 році він опублікував свою книгу на цю тему «Питання про кордон між Чилі та Болівією», в якій заперечував, що Чаркаська провінція коли-небудь мала юрисдикцію над узбережжям Тихого океану, стверджуючи, що генерал-капітанство Чилі межувало на півночі з віце-королівством Перу, що з того часу є офіційною позицією Республіки Чилі. Болівійський уряд та письменники, починаючи з Казіміро Оланьтети в 1843 році, з іншого боку, стверджують, що акти юрисдикції були встановлені колоніальною владою Чаркасу в Кобісі, вказуючи, що річка Саладо була північним кордоном Чилі, і заперечуючи, що вона коли-небудь мала будь-які кордони з Перу. В Аргентині опубліковані карти віце-королівства Ріо-де-ла-Плата зазвичай узгоджуються з позицією Болівії, відносячи пустелю Атакама до юрисдикції віце-короля в Буенос-Айресі.

### Народження Республіки Болівія та початок суперечки щодо Атаками

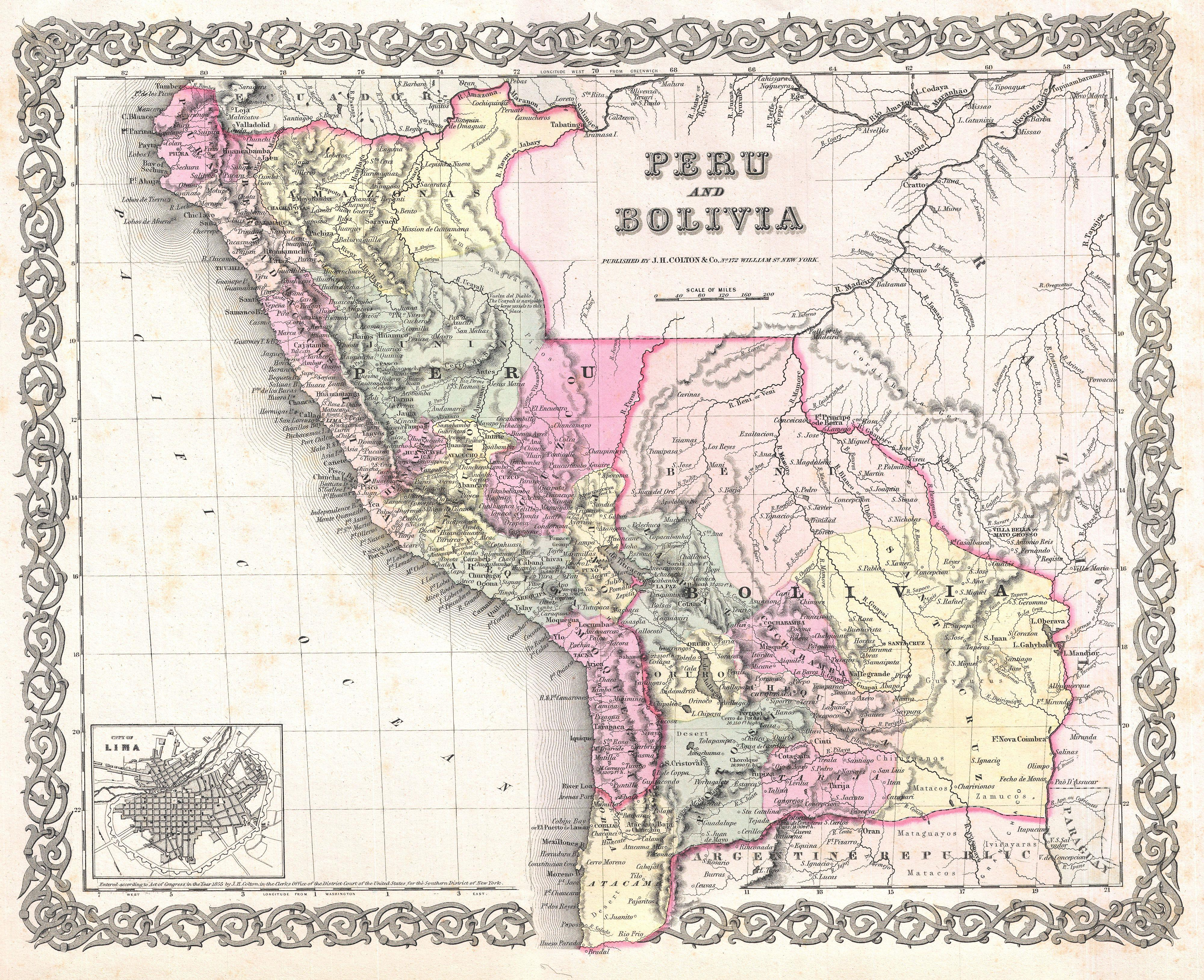
Мапа Перу та Болівії 1855 року, складена американцем Джозефом Хатчінсом Колтоном. Болівія зображена з територією Атакама в нижній частині.

Зі здобуттям незалежності Болівією починається суперечка щодо Атаками, оскільки ця країна претендує на порт Кобіха.

Пустеля Атакама та Пуна у 1830 році.

29 січня 1825 року Антоніо Хосе де Сукре змінив територіальну організацію Чаркаса, встановивши, що округи колоніального періоду будуть перетворені на департаменти, поділені на провінції, а ті — на кантони. Колишній округ Атакама потім став провінцією департаменту Потосі зі столицею в Сан-Педро-де-Атакама.
9 лютого 1825 року маршал Сукре скликав Генеральну асамблею депутатів провінцій Верхнього Перу, щоб вирішити долю Верхнього Перу, обравши або анексію його територій до іншої держави — до Перу або до уряду Буенос-Айреса — або його незалежність. Указ передбачав, що департамент Потосі призначить «депутатів від Потосі, трьох від Чаянти, трьох від Парко, трьох від Чічаса, одного від Атаками та одного від Ліпеса». 14 травня 1825 року в Потосі зібралася виборча рада департаменту Потосі, але жоден виборець від Ліпеса та Атаками не був присутній, «незважаючи на неодноразові прохання уряду та не маючи можливості довше чекати, незважаючи на час та виборців інших партій», і згідно з результатами перевірки від Атаками нарешті був обраний Маріано Енрікес.
23 липня 1825 року Асамблея вирішила не об'єднуватися з жодною із сусідніх республік та створити департаменти Верхнього Перу як суверенну та незалежну державу. Акт про незалежність від 6 серпня 1825 року, складений президентом Асамблеї Хосе Маріано Серрано разом із комісією, сформованою Мануелем Уркульо, Хосе Марією Мендісабалем та Казіміро Олан'єтою, був підписаний сорока вісьмома делегатами, включаючи Хосе Маріано Енрікеса, депутата від Потосі. Того ж 6 серпня 1825 року Асамблея ухвалила кілька угод, серед яких можна згадати ту, що визначила, що нова республіка прийме назву «Болівар» на честь Сімона Болівара, назвавши останнього батьком, захисником і першим президентом.
Карта Перу та Болівії 1855 року, складена американцем Джозефом Хатчінсом Колтоном. Болівія зображена з територією Атакама в нижній частині.
19 листопада 1826 року Антоніо Хосе де Сукре оприлюднив першу конституцію Болівії, розроблену Конгресом Чукісаки, яка у статті 3 передбачала, що «Територія Болівійської Республіки включає департаменти Потосі, Чукісака, Ла-Пас, Санта-Крус, Кочабамба та Оруро», а у статті 142 встановлювалося, що «Збройні сили складаються з сухопутної армії та флоту».
1 липня 1829 року президент Андрес де Санта-Крус декретом перетворив територію Атакама, що межує з Перу, на незалежну провінцію з губернатором, який підпорядковувався безпосередньо президенту, і новою назвою провінція Літораль, отримавши проміжну ієрархію, вищу за звичайну провінцію, але нижчу за департамент. Все це відбувалося на тлі пасивності чилійських властей того часу, які були зайняті консолідацією територій Чілое та зміцненням Республіки.
У 1838—1839 роках Домінго Латріль відкриває і починає видобувати білий гуано в бухті та на острівцях поблизу Пунта-Ангамос. Ця діяльність стає приводом для прийняття в 1841 році закону, яким Чилі визначає 23-й паралель як свою північну межу.

Президент Чилі Мануель Бульнес відправив експертів для обстеження узбережжя Атаками. Він повідомив про це Конгресу у посланні від 13 липня 1842 року, в якому заявив, що, на його думку, таке:
необхідно відправити розвідувальну комісію для обстеження узбережжя між портом Кокімбо і мисом Мехільйонес з метою виявлення на території Республіки родовищ гуаниту, видобуток якого міг би стати новим джерелом доходів для державної скарбниці…
Мануель Бульнес
В результаті цього розслідування було прийнято закон від 13 жовтня 1842 року, який оголосив родовища гуано на південь від затоки Мехільонес національним надбанням і передбачав, що жодне судно не може завантажувати цей продукт без дозволу чилійської влади. Президент Республіки також був уповноважений оподатковувати експорт гуано митом.

### Перуансько-болівійська конфедерація, Болівія та узбережжя
У 1836 році в результаті розпаду Перу, розділеного на дві держави — Північно-Перуанську державу та Південно-Перуанську державу — та Болівію, була утворена держава під назвою Перуано-болівійська конфедерація. На той час Болівія придбала військові кораблі «Янакоча» та «Конфедерасьйон», до яких були додані бриги «Ла Фаллеті» та «Конгресо» і корвет «Лібертад», таким чином утворивши військово-морський флот Перуансько-Болівійської Конфедерації.
У 1839 році президент Хосе Мігель де Веласко Франко підвищив ранг провінції Літораль до округу з префектом.
Для захисту болівійського узбережжя пізніше були придбані кораблі «Сукре», «Марія Луїза» та «Морро». Через брак міцної структури до 1879 року болівійський військово-морський флот був розформований.
Болівійські конституції 1834, 1839, 1843, 1851, 1861, 1868, 1871, 1878, 1880 років були схвалені сенаторами та депутатами, що представляли Кобіху та Мехільйонес.

### Договори 1866 та 1874 років
Походження цієї теми для деяких істориків, таких як чилієць Луїс Еміліо Рохас, дещо заплутане. Її витоки сягають часів до Тихоокеанської війни, яка розпочалася 1879 року та завершилася 1883 року остаточною втратою Болівією департаменту Літораль (нині частина чилійського регіону Антофагаста).
Луїс Еміліо Рохас зазначає, що з моменту заснування Болівійської держави (1825 р.) вона не мала виходу до моря. Однак, як зазначає історик Роберто Керехасу Кальво у своїй книзі «Гуано, селітра, кров», Болівія є спадкоємицею території Аудієнції Чаркас і, отже, не має прав на території на узбережжі Тихого океану. Проте економічні інтереси того часу змусили підписати договір 1866 року, який серед своїх складних положень уточнював нібито нератифікований кордон:
- Міжнародним кордоном буде паралель 24° південної широти.
- Прибуток від експлуатації гуано та корисних копалин у районі між паралелями 23° та 25° південної широти розподілятиметься справедливо.
- Болівія мала відкрити митницю в Мехільйонесі, що дозволить стягувати експортні мита.

## Середзем'я

Прапор, що відображає морські претензії Болівії.

### Тихоокеанська війна

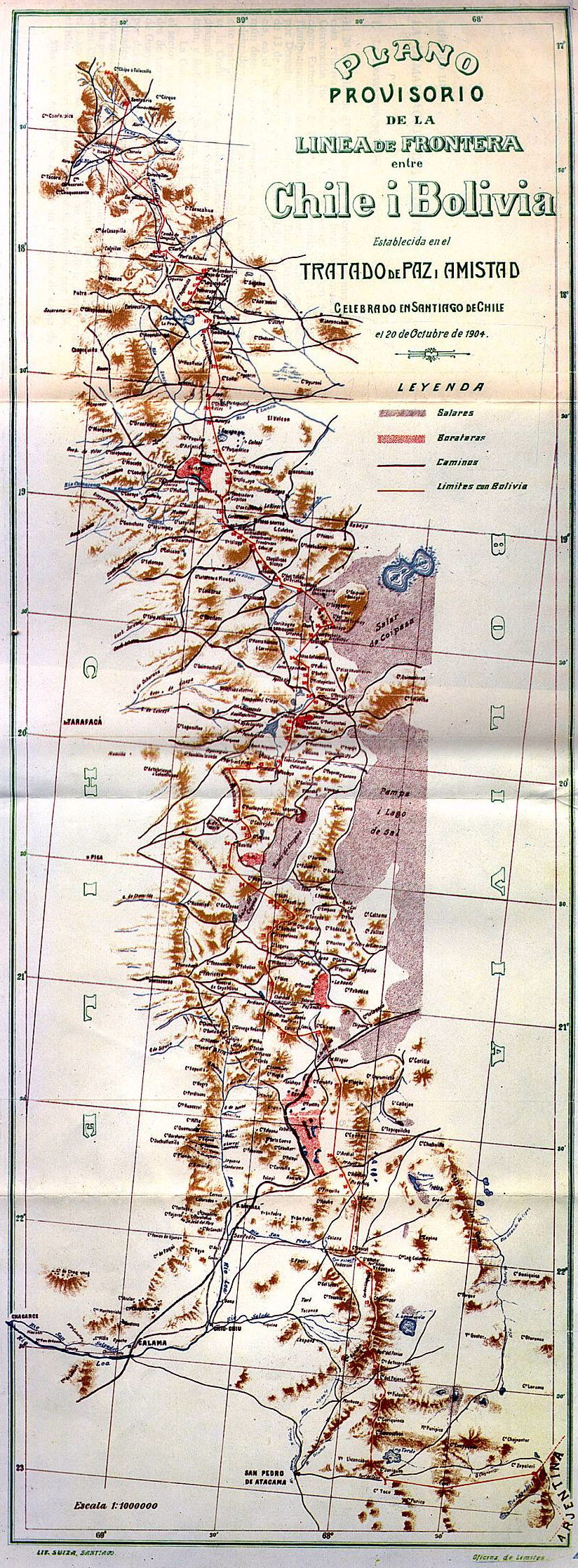
Тимчасова карта кордону між Чилі та Болівією, 1904 рік

У 1883 році Анконський договір поклав кінець війні між Чилі та Перу, за яким Чилі було надано право володіння Тарапакою та тимчасове управління Такною і Арикою протягом 10 років, а потім проведення плебісциту для визначення їхнього остаточного статусу.
Відносини між Чилі та Болівією були відновлені завдяки перемир'ю 1884 року, яке встановило тимчасовий режим в очікуванні укладення остаточного мирного договору. Постійне володіння територією Антофагасти було однією з вимог Чилі, тоді як Болівія без тиску і назавжди погодилася відмовитися від володіння будь-яким портом або територією в Тихому океані, що було ратифіковано конгресами обох країн і з урахуванням аргументів Чилі в переговорах з Перу. Таким чином, були відновлені оригінальні колоніальні кордони між республіками Перу і Чилі, визначені відповідно до принципу Utis Possidetis 1810 року. Вони були знову змінені в результаті анексії провінції Тарапака і офіційно затверджені обома країнами в Договорі 1929 року.

### Договір 1904 року
Договір 1904 року привів до нормалізації дипломатичних відносин між Чилі та Болівією, поклавши край режиму, встановленому Пактом про перемир'я, і визначивши остаточні кордони між двома країнами. Так званий «Договір про мир і дружбу» не містив положень про передачу Болівії суверенітету над будь-якою прибережною територією, а натомість встановлював різні пільги для комерційного доступу через порти, що перебували під управлінням Чилі. Договір встановлював, що:
- Болівія передає провінцію Антофагаста Чилі назавжди;
- Буде побудовано залізницю, яка з'єднає міста Арика та Ла-Пас;
- Чилі остаточно надає вільний транзит товарів (без митних зборів чи обмежень) через територію Чилі до Болівії та з неї; та
- Чилі визнає угоди Пакту про перемир'я 1884 року, які передбачають надання Болівії франшиз доступу до портів Антофагаста та Арика.

## Запропоновані рішення

### Під час війни на Тихому океані
Під час Тихоокеанської війни, в якій Чилі протистояли Болівія та Перу, у березні 1882 року було проведено раунд переговорів з метою посередництва між воюючими сторонами. Для цього США відправили в якості посередників Корнеліуса Логана до Чилі, Джорджа Мейні до Болівії та Джеймса Р. Партриджа до Перу. На початку переговорів з тимчасовим президентом Перу Гарсією Кальдероном Чилі вимагало не тільки володіння департаментом Тарапака, а й провінціями Такна та Арика, щоб запропонувати їх Болівії як вихід до моря та зміцнити присутність Чилі в Антофагасті; таким чином, вона захищала Тарапаку від Перу, оскільки Чилі межувала б на півночі з Болівією.

### Договори 1895 року
18 травня 1895 року повноважні міністри Болівії та Чилі підписали три договори: один «про мир і дружбу», за яким Болівія визнавала «абсолютне і вічне панування» Чилі над територією Літораль в обмін на фінансові репарації, другий — про торгівлю, і третій, секретний, про «передачу територій». Останній документ забезпечував Болівії вихід до моря шляхом передачі Такни та Арики в разі, якщо Чилі забезпечить остаточне володіння обома провінціями, а в іншому випадку Чилі передасть порт у затоці Вітор, розташованій на півдні території Арики.
Стаття перша. Якщо внаслідок плебісциту, що має відбутися згідно з Договором Анкону або в силу прямих домовленостей, Республіка Чилі набуде постійного володіння та суверенітету над територіями Такни та Аріки, вона зобов'язується передати їх Республіці Болівія в тій самій формі та в тій самій межах, в яких їх набуде, без шкоди для положень, викладених у статті II.
Республіка Болівія сплатить як компенсацію за згадану передачу території суму в п'ять мільйонів срібних песо вагою 25 грамів і пробою в 9 десятих, при цьому 40% валового доходу митниці Аріки буде спеціально призначено для забезпечення цієї виплати.

[...]

Стаття четверта. Якщо Республіка Чилі не зможе отримати внаслідок плебісциту або прямих домовленостей остаточний суверенітет над зоною, де розташовані міста Такна та Аріка, вона зобов'язується передати Болівії бухту Вітор до ущелини Камаронес, або іншу аналогічну, а також суму в п'ять мільйонів ($ 5 000 000) срібних песо вагою двадцять п'ять грамів срібла і пробою в дев'ять десятих.— Спеціальний договір про передачу території 1895 року
Текст угоди, розроблений Луїсом Барросом Борґоньйо та Еріберто Гутьєрресом, був схвалений Чилійським конгресом, але болівійський конгрес оскаржив деякі її пункти, тому вона не була ратифікована. 9 грудня того ж року в Сукре, чилійський міністр Хуан Гонсало Матта підписав новий протокол з міністром закордонних справ Болівії Еметеріо Кано, який встановлював дворічний термін для передачі порту Болівії, і що, якщо цього не відбудеться, цесія Літоральної провінції буде недійсною. Новий протокол не зміг вирішити розбіжності між двома урядами, і новий протокол, підписаний у Сантьяго 30 квітня 1896 року, передбачав, що Чилі поступиться Аріці, і що, якщо вона не отримає цю територію на плебісциті, то Вітор або інша подібна бухта може бути перетворена на комерційний порт. Болівійський конгрес вніс новий пункт, який залишав за собою право приймати чи ні будь-який порт, запропонований Чилі, який був відхилений чилійською владою. Труднощі в переговорах посилилися через угоду, досягнуту представником Аргентини Дардо Рочею щодо Пуна-де-Атакама, на яку Чилі претендувала як на частину спірної літоральної території, і яка могла б призвести до нової суперечки. Це призвело до завершення переговорів без досягнення ратифікації будь-якої мирної угоди.
Після періоду без переговорів, який включав посилення відносин з місією посла Абрахама Кеніга та його меморандум міністру закордонних справ Болівії в 1900 році, переговори нарешті були відновлені завдяки Договору 1904 року, який призвів до нормалізації дипломатичних відносин між Болівією та Чилі, поклав край режиму, встановленому Пактом про перемир'я, та встановив остаточні кордони між двома країнами.
З іншого боку, питання Такни та Арики затягнулося на кілька десятиліть, протягом яких не було досягнуто згоди щодо проведення плебісциту. Лише в 1929 році Лімський договір встановив, що Такна залишатиметься в руках Перу, а Арика — в руках Чилі. Додатковий протокол, доданий до Договору, встановлював, що «[уряди] Перу та Чилі не можуть без попередньої згоди між собою поступатися третій державі всіма або частиною територій, які, згідно з Договором від того ж дня, залишаються під їхнім відповідним суверенітетом». Ця стаття безпосередньо стосувалася переговорів з Болівією і згодом стала ключовим моментом у будь-якій дискусії щодо можливого доступу останньої країни до моря.

### Угода 1975 року

Угода Чаранья, підписана Уго Банзером та Августо Піночетом у 1975 році, була найсерйознішою пропозицією щодо вирішення питання про відсутність виходу Болівії до моря. Відмова Перу переглянути свої територіальні кордони призвела до припинення дипломатичних відносин між Чилі та Болівією.

Протягом ХХ століття Болівія претендувала на суверенний доступ до моря, стверджуючи, що її відсутність виходу до моря була основною перешкодою для її економічного та соціального розвитку. З іншого боку, Чилі ігнорує претензії Болівії, стверджуючи, що вони ґрунтуються на положеннях договорів, підписаних між двома країнами.
Кілька разів робилися спроби досягти домовленостей щодо вирішення дипломатичного конфлікту, зокрема у 1970-х роках, кульмінацією якої стала Угода Чаранья, обговорена у 1975 році диктаторами Уго Банзером та Аугусто Піночетом. Останній запропонував своєму болівійському колезі можливість передачі невеликої прибережної смуги на північ від Арики разом із сухопутним коридором з повним суверенітетом, який би дозволив територіальний зв'язок з Болівією в обмін на територію рівної площі, що вважалася сухопутною та морською частинами, поблизу солончаку Уюні. Однак договір не був ні підписаний, ні остаточно узгоджений через опір Перу. Щоб схвалити обмін територіями, Перу вимагало, щоб берегова лінія була не виключно болівійською, а тринаціональною, пропозицію, яку відхилили як Болівія, так і Чилі. Роками пізніше тертя між Болівією та Чилі призвели до припинення дипломатичних відносин у 1978 році. Наразі відносини між двома країнами існують лише на консульському рівні.
На початку 2000-х років між президентами Хорхе Кірогою та Рікардо Лаґосом існували переговори щодо будівництва газопроводу з Таріхи до Тихого океану, але нові конфлікти завадили реалізації цієї пропозиції.

### Справа в Міжнародному Суді ООН
24 квітня 2013 року уряд Болівії офіційно звернувся до Міжнародного Суду ООН із проханням до Чилі домовитися про суверенний вихід до моря. 15 квітня 2014 року Багатонаціональна Держава Болівія подала свій меморандум. 24 вересня 2015 року Міжнародний Суд ООН у Гаазі оголосив себе компетентним розглянути це питання.
Зрештою, 1 жовтня 2018 року Міжнародний суд ООН виніс рішення на користь Чилі, встановивши, що ця країна не має юридичного зобов'язання погоджуватися на вихід до моря для Болівії, хоча й закликав обидві країни продовжувати діалог у пошуках вирішення конфлікту.

### Інженерне рішення
Чилійські архітектори (Умберто Еліаш, Фернандо Кастільо Веласко та Карлос Мартнер) запропонували міністру закордонних справ Чилі Маріано Фернандесу побудувати 150-кілометровий тунель уздовж кордону між Перу та Чилі, а потім побудувати штучний острів із землі, видобутої в результаті проекту. Цей острів перебував би під суверенітетом Болівії, а тунель мав би екстериторіальні права. Уряд Болівії міг би побудувати порт на штучному острові та використовувати тунель для вантажних та пасажирських перевезень, поїзда та нафтопроводу для болівійського газу. Однак для реалізації такого проекту потрібен дозвіл Перу. Мануель Родрігес Куадрос, колишній міністр закордонних справ Перу, вважав цю ідею абсурдною, тоді як чилійські та болівійські медіа поставили під сумнів підтримку проєкту Перу через суперечку щодо морського кордону з Чилі. Уряд Болівії офіційно не прокоментував цей проект, очікуючи офіційної пропозиції.

## Альтернативні угоди без суверенітету
- Вихід до Тихого океану (Арика, Ікіке та Антофагаста-Чилі)[25][26]

Щоб вирішити проблему відсутності виходу до моря, Болівія підписала угоди з Аргентиною та Перу, які дозволяють їй мати доступ до Атлантичного та Тихого океанів:
- Вихід до Атлантичного океану: річка Парана (Росаріо, Аргентина)

Болівія має портові споруди в «Болівійській зоні вільної торгівлі» в Росаріо з 1964 року, але вони перебувають у повному занедбаному стані. З огляду на потреби міста, заохочували переїзд до Вілья-Констітсьйон у провінції Санта-Фе або до іншого порту в провінції Буенос-Айрес. До кінця 1980-х років було звичайною справою побачити силуети болівійських військових кораблів.
- Вихід до Тихого океану: Болівійське море (Іло, Маратані, Грау та Моллендо-Перу)

Під час дипломатичного візиту до Перу президент Хайме Пас Самора та його перуанський колега Альберто Фухіморі досягли угоди з цією країною про передачу 5 кілометрів берегової лінії та територіального розширення на 163,5 га (1635 км²) під назвою Болівійське море на період 99 років з можливістю поновлення з 1992 року, після чого все будівництво та територія повертаються Перу.
За угодою, Болівія використовуватиме вільну зону в порту Іло для свого управління та функціонування.
Болівійське море — пляж, що є частиною проєкту розвитку туризму, підписаного між Перу та Болівією 24 січня 1992 року. Він розташований рівно за 17 кілометрів від міста Іло, поруч із прибережною дорогою, що з'єднує департаменти Такна та Мокегуа.
Для отримання додаткової інформації, будь ласка, зверніться до «Додаткового протоколу до Угоди між урядами Перу та Болівії про участь болівійських компаній у зоні вільної торгівлі МОТ», який створює Спеціальну економічну зону для Болівії в Іло (ZEEBI), що розширює сферу дії пільг, наданих урядом Перу Болівії в угодах 1992 року.

## Позиції

### Позиція Болівії

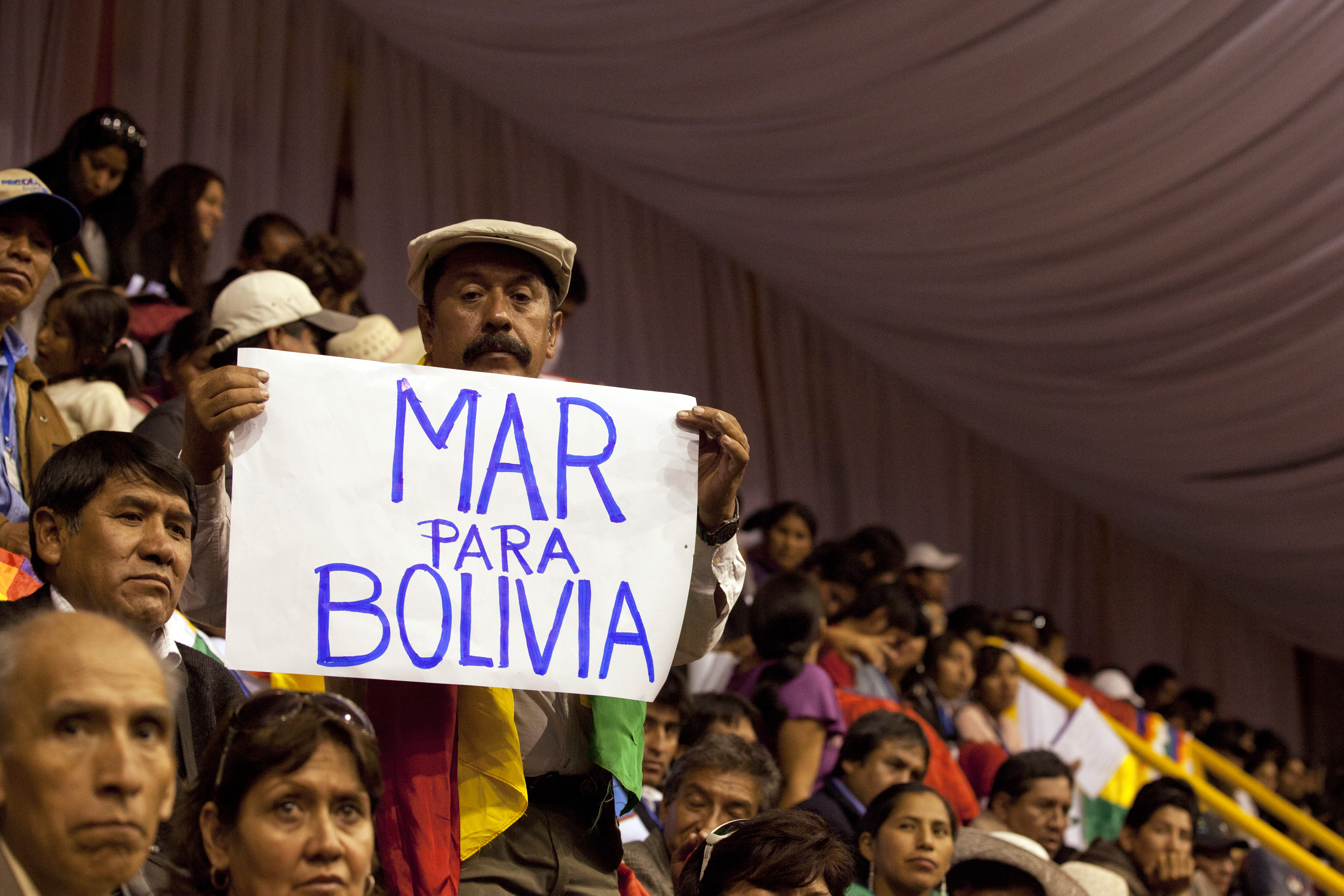
Громадянин Болівії вимагає моря для своєї країни під час 42-ї Генеральної Асамблеї ОАД у Болівії.

У 1987 році Болівія повідомила Раду Безпеки Організації Об'єднаних Націй, що американська та міжнародна спільноти нібито переконані в наявності серйозної проблеми між Болівією та Чилі, і що необхідно знайти справедливе рішення, яке надасть Болівії «суверенний та ефективний» доступ до Тихого океану, що матиме інтерес для всієї півкулі. У 1989 році ООН погодилася включати це питання до будь-якої сесії на прохання однієї зі сторін.
Приватизація портів Антофагаста та Арика вплинула б на присутність Болівії та її комерційні можливості, окрім підвищення тарифів у цих портах. У 1904 році Болівія поступилася своєю береговою лінією Чилі в обмін на режим вільного транзиту товарів з чилійських портів до Болівії. Однак слід зазначити, що Договір 1904 року встановив неможливість для Чилі запроваджувати будь-які митні тарифи (данини) на товари, що вивозяться з Болівії або ввозяться до неї та проходять через чилійські порти, чого ще не сталося. Приватні компанії, які керують чилійськими портами, стягують з Болівії експлуатаційні витрати, які вони стягують з будь-якого іншого клієнта, що не означає жодних митних тарифів чи данини на користь держави Чилі (єдиної, яка зобов'язана згідно з Договором 1904 року).
У грудні 2009 року президент Ево Моралес заявив пресі, що договори, підписані з Чилі під час війни на Тихому океані, підлягають перегляду та жодним чином не є недоторканними.

### Чилійська позиція

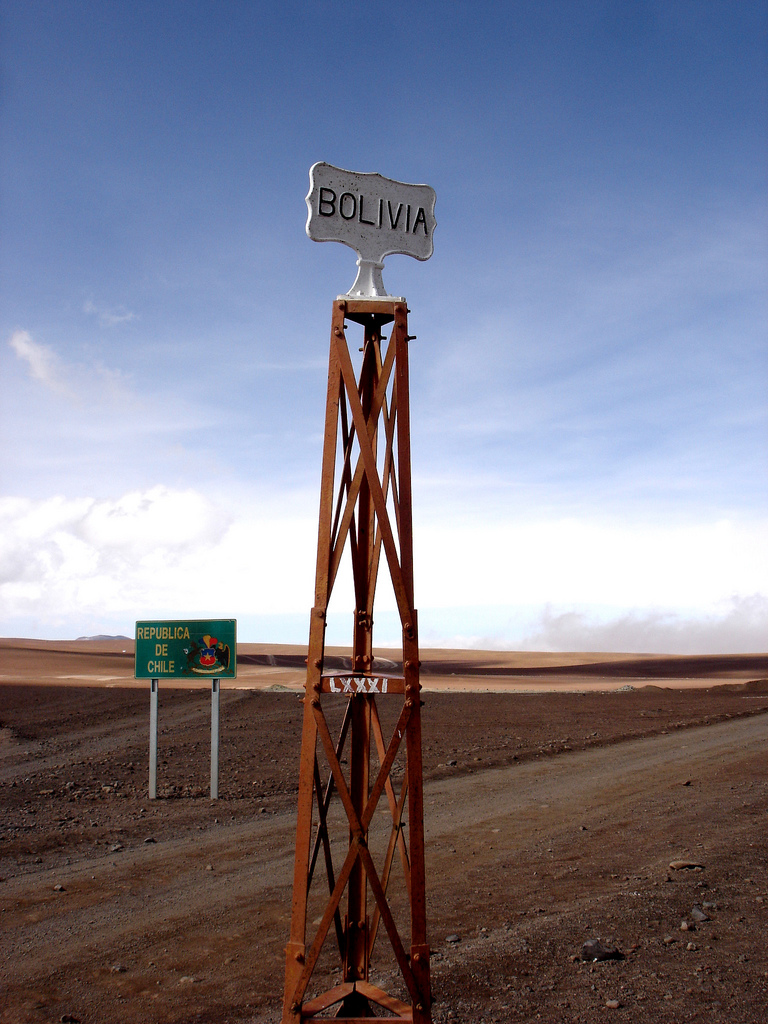
Прикордонні знаки між Чилі та Болівією.

Наразі офіційна позиція Чилі виступає проти передачі суверенітету чилійської території Болівії, ґрунтуючись на принципі міжнародного права Pacta sunt servanda та, зокрема, на Віденській конвенції про право міжнародних договорів 1969 року, учасниками якої є як Чилі, так і Болівія. У деяких випадках, коли болівійська дипломатія шукала вирішення питання на багатосторонніх форумах, таких як ОАД, Чилі стверджувала, що це питання є суто двостороннім. Так само, у відповідь на попередження уряду Болівії передати це питання до міжнародних судів, Чилі вважає, що правового конфлікту немає, оскільки всі невирішені питання були вирішені договором, підписаним у 1904 році, і це не роль юрисдикції ставити під сумнів мораль минулих історичних подій.
Деякі ліві сили вимагали передачі суверенної території Болівії. На заході, що відбувся в Центральному дворі Національного стадіону з нагоди візиту Ево Моралеса на інавгурацію Мішель Бачелет, п'ять тисяч учасників скандували «Море Болівії». Однак різні опитування показали, що ця думка перебуває в меншості: опитування, проведене наприкінці березня 2006 року, показало, що 62 % чилійців виступили б проти передачі смуги територіального суверенітету в обмін на територіальну компенсацію. Хоча 90 % опитаних висловилися за відновлення дипломатичних відносин між двома країнами, а 75 % погодилися з пошуком рішень морських прагнень Болівії без відмови від суверенітету, 69 % були проти обговорення питань суверенітету. Крім того, 88 % опитаних зазначили, що, якщо угода існуватиме, вона має бути схвалена плебісцитом.
| Уряд Болівії звернувся до Чилі з проханням надати вихід до моря. Що, на вашу думку, має зробити Чилі? (Опитування Bicentenario UC-Adimark, 2006–2012) | Уряд Болівії звернувся до Чилі з проханням надати вихід до моря. Що, на вашу думку, має зробити Чилі? (Опитування Bicentenario UC-Adimark, 2006–2012) | Уряд Болівії звернувся до Чилі з проханням надати вихід до моря. Що, на вашу думку, має зробити Чилі? (Опитування Bicentenario UC-Adimark, 2006–2012) | Уряд Болівії звернувся до Чилі з проханням надати вихід до моря. Що, на вашу думку, має зробити Чилі? (Опитування Bicentenario UC-Adimark, 2006–2012) | Уряд Болівії звернувся до Чилі з проханням надати вихід до моря. Що, на вашу думку, має зробити Чилі? (Опитування Bicentenario UC-Adimark, 2006–2012) | Уряд Болівії звернувся до Чилі з проханням надати вихід до моря. Що, на вашу думку, має зробити Чилі? (Опитування Bicentenario UC-Adimark, 2006–2012) |
| | 2006 | 2008 | 2010 | 2011 | 2012 |
| --- | --- | --- | --- | --- | --- |
| Нічого не надавати | 33% | 43% | 43% | 48% | 54% |
| Надати економічні переваги через чилійські порти | 47% | 40% | 35% | 40% | 28% |
| Надати смугу суверенної території з виходом до моря                                                                                                   | 13% | 13% | 13% | 9% | 11% |
| Не знає/Не відповідає | 9% | 3% | 9% | 3% | 7% |

Під час консультацій, проведених муніципалітетом Артка, населення висловилося рішуче проти надання дозволу на вихід до Болівії через цю територію. З цієї нагоди мер міста вирушив до Сантьяго-де-Чилі та оголосив результати у палаці Ла-Монеда, щоб уряд міг врахувати думку народу Артки. Автономна рада аймара Чилі під головуванням Гортенсії Ідальго Касерес та Анхеля Боланьйоса Флореса засудила цей плебісцит, запропонований мером Арики, як фашистський, оскільки він суперечитиме братерству та добрим відносинам із сусідніми народами.

### Позиція Перу
Відповідно до положень першої статті Додаткового протоколу до Лімського договору (1929 року) між Перу та Чилі у випадку, якщо можлива домовленість між Болівією та Чилі передбачає вихід через територію Арики, перед оформленням будь-якої угоди необхідно буде провести консультації з Перу.
Стаття перша. Уряди Перу та Чилі не можуть без попередньої домовленості між ними поступатися третій державі всіма або частиною територій, які відповідно до Договору від того ж дня залишаються під їхнім відповідним суверенітетом, а також не можуть без цієї вимоги будувати через них нові міжнародні залізничні лінії.
Додатковий протокол до Лімського договору
Офіційна позиція Перу щодо статусу Болівії як країни, що не має виходу до моря, полягає у розумінні та усній підтримці справедливого прагнення Болівії вирішити цю проблему за умови, що її права не будуть порушені, які, за словами колишнього міністра закордонних справ та нинішнього посла Перу в Болівії Мануеля Родрігеса Куадроса, стосуються: прав, сервітутів та пільг, які Перу має стосовно території Арики, морських інтересів Перу та морських і соціально-економічних інтересів регіону Такна.
У 1997 році Перу передало Болівії пляж на узбережжі Іло під назвою Болівійське море на 100 років. Угоду підписали тодішній президент Перу Альберто Фухіморі та його болівійський колега Хайме Пас Самора, чиє зображення у воді з засуканими штанами досі використовується як прихильниками, так і противниками цієї ідеї.

За словами стверджували, ця поступка призведе до зменшення комерційних зв'язків з чилійськими портами Ікіке та Арика, через які Болівія ввозить та відправляє більшу частину своїх товарів, і, зрештою, позбавить парадоксального стану, коли її доступ до океану залежить від країни, яка зберегла свої прибережні провінції після війни на Тихому океані (1879—1884), в якій Болівія та Перу протистояли Чилі.

## Уточнення
1. ↑  За чилійською історіографією, Чилі та Перу межували на річці Лоа. За цією версією, весь Атакамський коридор був предметом спору між Болівією та Чилі. Згідно з іншою історіографією, предметом спору була лише територія між 23-ю та 25-ю паралелями.
2. ↑  Слово «середзем'я» походить від двох визначень Середзем'я, даних Королівською іспанською академією: «що оточене сушею» та «що знаходиться в межах території».